# Libtorrent
libtorrent är en implementation av BitTorrent-protokollet som är skriven i C++ och släppt som fri programvara. Dess mest anmärkningsvärda funktioner är stöd för Mainline DHT, IPv6, HTTP Seeds och µTorrents Peer exchange
libtorrent är plattformsoberoende och det är känt att det fungerar i åtminstone: Linux, Windows, Mac OS och FreeBSD
Notera att det här inte är samma libtorrent som Rakshasa's libtorrentsom driver RTorrent. Det aktuella libtorrent är även känt som Rasterbar libtorrent, eller rb-libtorrent. Skapat av Arvid Norberg.

## Program
Några program som använder libtorrent:
- Miro
- SharkTorrent
- BTG
- Deluge
- qBittorrent
- BitRocket
- MooPolice
- Free Download Manager
- Electric sheep screen saver